# Kaniner i Australien

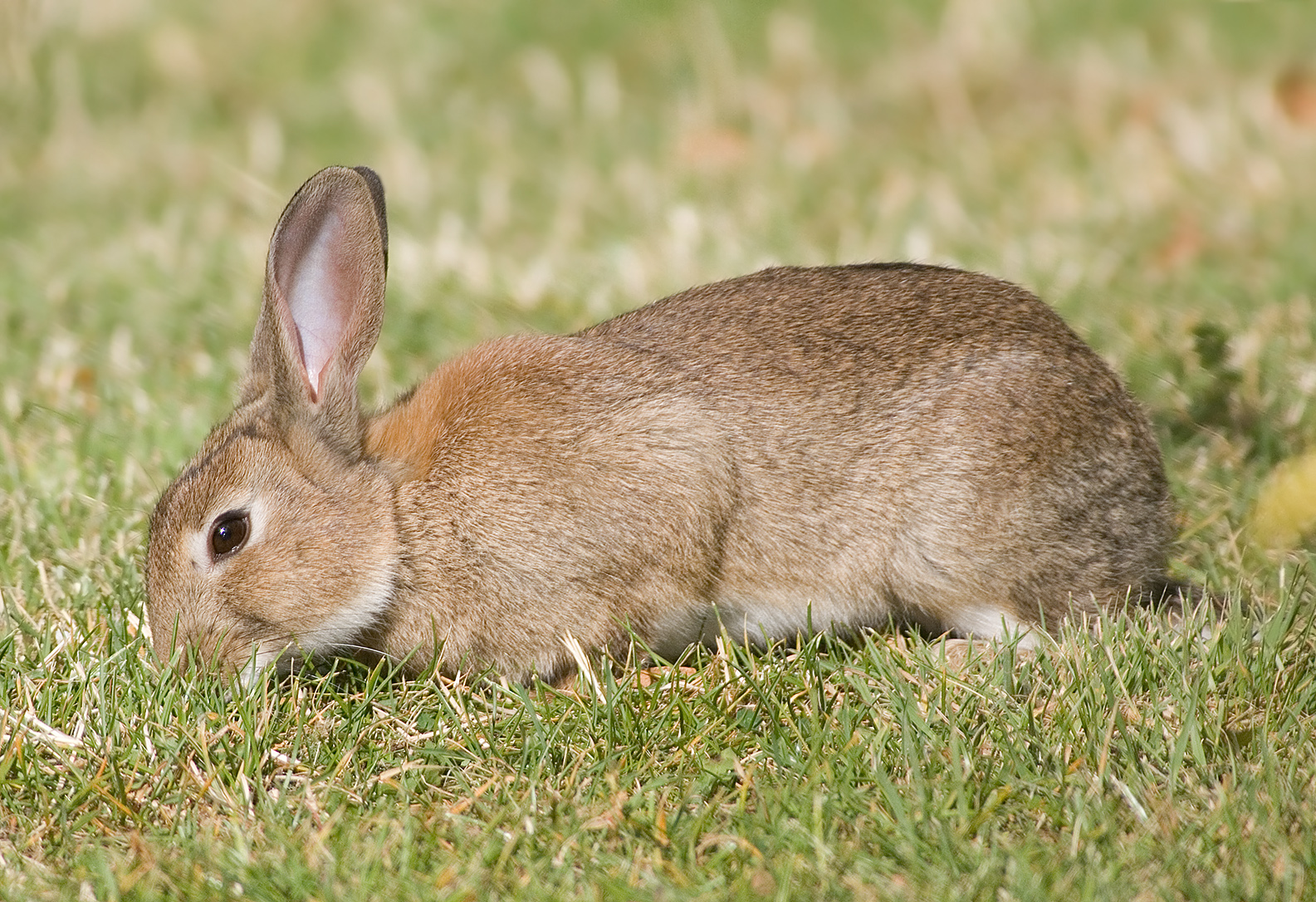
Kanin i Tasmanien.

De allra flesta kaniner i Australien är förvildade avkomlingar till förrymda husdjur som importerats från Europa. Den första kaninerna kom med First Fleet år 1778 som köttdjur.
Spridningen av kaniner förmodas ha börjat 1859 när Thomas Austin släppte 24 kaniner för jakt på sin egendom i Victoria.
I brist på naturliga fiender har de förökat sig i miljontal och trängt ut inhemska arter, och räknas därför som en invasiv art. De är ökända som skadedjur, och förstör varje år grödor till ett värde av många miljoner australiska dollar. De ger dessutom upphov till erosion genom att de äter vilda växter som annars skulle ha bundit jorden med sina rötter.